# Les Bancs et la Pyramide noire
Les Bancs et la Pyramide noire sont une œuvre d'Émile Aillaud. C'est l'une des œuvres d'art de la Défense, en France.

## Description
L'œuvre est située sur l'esplanade de la Défense, au niveau de la sortie de la gare routière. Elle est constituée d'un ensemble de bancs et d'une pyramide noire.

## Historique
À l'origine, l'œuvre devait être incluse dans le projet Tête Défense d'Émile Aillaud, remplacé par la Grande Arche. Les Bancs et la Pyramide noire sont les seuls éléments restants de ce projet. L'œuvre est inaugurée en 1985.